# Helm Jacob I.
Der Helm Jakob I. ist ein Helm, der dem spanischen König Jakob I. von Aragón (* 2. Februar 1208; † 27. Juli 1276), genannt „der Eroberer“, (katalanisch Jaume I. el Conqueridor) zugeschrieben wird. Er ist auf vielen Abbildungen wie Denkmälern und Bildern zu sehen.

## Beschreibung

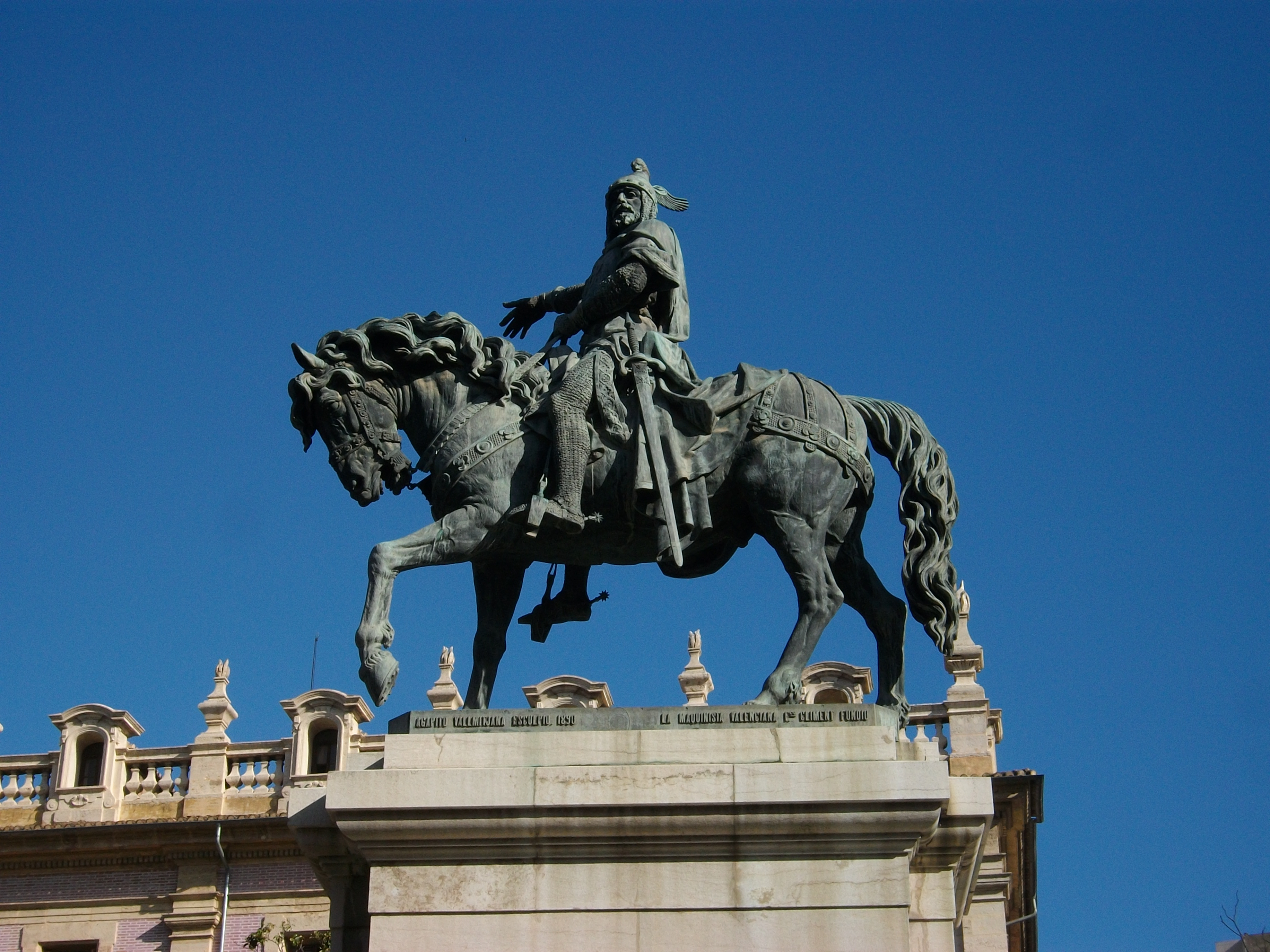
Reiterstandbild Jaime I. Er trägt seinen Helm mit dem Drachenzimier

Der Helm Jakob I wurde wahrscheinlich als Paradehelm konstruiert. Der Helm unter dem Zimier ist eine stählerne Hirnhaube, die der damaligen Herstellungsart entspricht. Das Zimier, das einen Drachen mit ausgebreiteten Flügeln darstellt, besteht aus Pergament, das mit Gips überzogen und anschließend mit Blattgold bedeckt wurde. Andere Quellen bezeichnen das Zimier als „aus poliertem Stahl“ bestehend. Die Materialien entsprechen den üblichen Materialien, die neben gesottenem (gekochtem) Leder, Holz, Stoffen und Pappmaché üblicherweise verwendet wurden. Diese Materialien wurden verwendet, da das Zimier nicht zu schwer werden durfte, um den Helm nicht aus dem Gleichgewicht zu bringen und den Kopf des Trägers nicht zu sehr zu belasten.

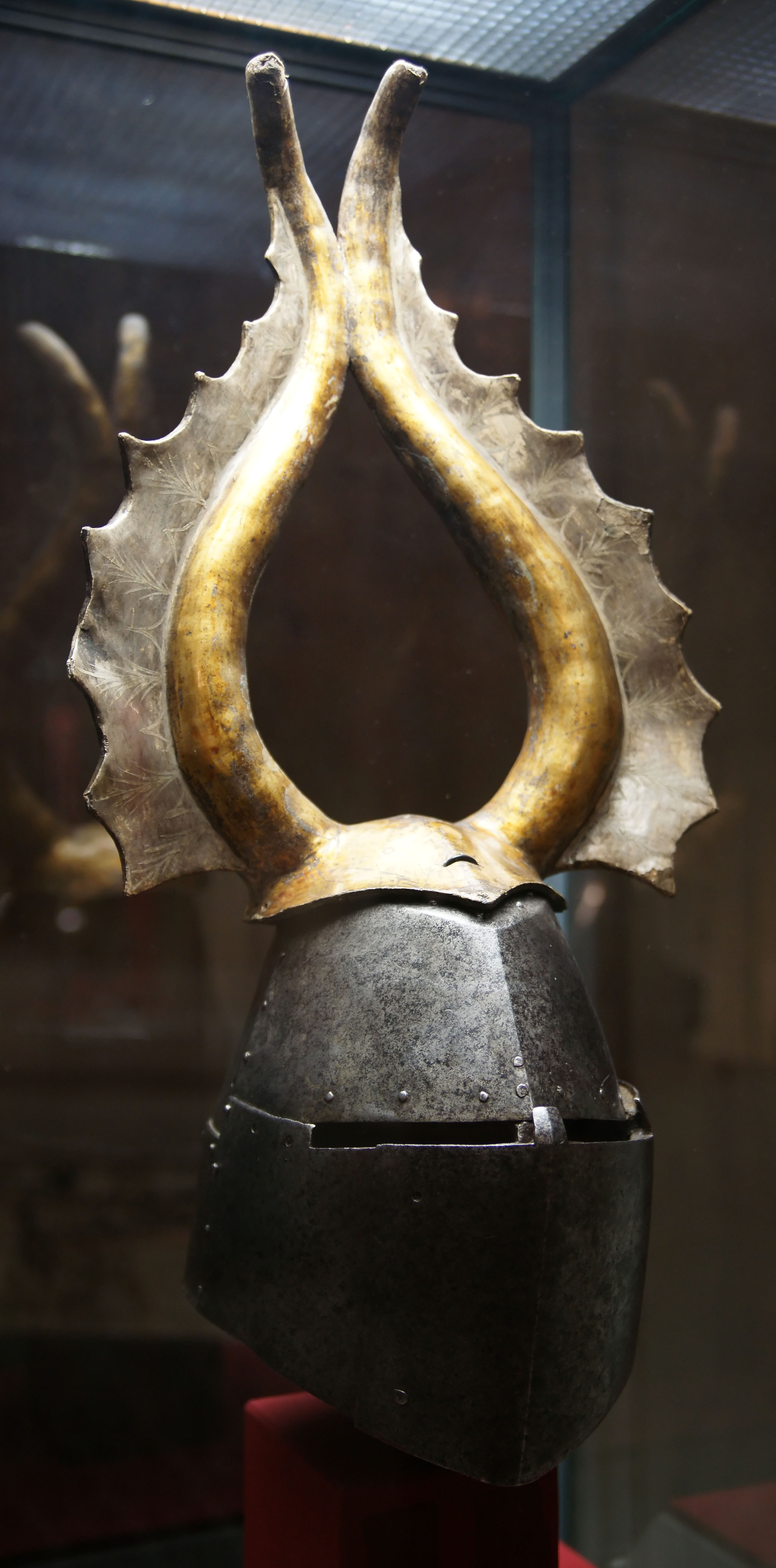
Helm der Freiherren von Pranckh, mit einem Zimier gleicher Machart

Der Helm wurde am Ende des 18. Jahrhunderts von dem Wissenschaftler Josè M. Quadrado eingehend untersucht. Er schrieb danach einen Bericht über seine Forschungen, der als sehr kompliziert gilt. Er zog einen Vergleich zu der traditionellen Verwendung in verschiedenen Zeremonien der Reconquista auf den Balearen. Ebenfalls verglich er die Machart des Zimiers und der Materialien zu anderen Helmen. Die Machart der Herstellung aus gesottenem Leder (franz. „Cuir Bouilli“) war bekannt, jedoch haben sich nicht viele Exemplare erhalten. Ob der Helm wirklich von Jakob I. getragen wurde, ist nicht sicher.
Ein sehr bekannter Helm mit einem Zimier gleicher Machart ist der Funeralhelm (Pranckhher Helm) der österreichischen Adelsfamilie von Pranckh, der aus der ersten Hälfte des 14. Jahrhunderts stammt, 1878 für die kaiserliche Sammlung in Wien erworben wurde und sich aktuell in der Rüstkammer des Kunsthistorischen Museums in Wien befindet.